# Dharam Singh (hokej na travi)
Dharam Singh Gill (Gandiwind, 19. siječnja 1919. – Chandigarh, 5. rujna 2001.) je bivši indijski hokejaš na travi. Igrao je na mjestu desnog obrambenog igrača.
Rodio se u Gandiwindu u okrugu Amritsar. Od djetinjstva je strastveno igrao hokej, trčeći bos s palicom za loptom na prašnjavim seoskim ulicama.
Kao učenik u Sarhaliju je bio ključni igrač školskog sastava koji je osvojio prestižni trofej Divali tri godine. Kako je prešao u drugu školu, Gujranwala, tako je i ta škola osvajala trofeje.
1941. je Singh otišao u Amritsar na koledž Khalsa, a kasnije je predstavljao sveučilište Panjab. 1945. ga je Nawab Manavadarski pozvao igrati za njegov novouspostavljeni sastav. Dharam Singh je opet bio ključnim igračem u nezaboravnim trijumfima tog sastava.
1948. je trebao nazočiti pripremama nacionalnog sastava, no bratova smrt je bila veliki udarac za njega i morao je odustati od planova. Ipak debitirao je za reprezentaciju 1952. na OI, zajedno s legendama indijskog hokeja kao što je Randhir Singh Gentle. Na tom hokejaškom turniru na Olimpijskim igrama 1952. u Helsinkiju igrajući za Indiju je osvojio zlato. Singhovu se posebice spominjalo u hokejaškim krugovima.
1964. je preuzeo trenersko mjesto. Na hokejaškom turniru na Olimpijskim igrama 1964. u Tokiju je bio trenerom indijskog izabranog sastava. Osvojio je zlato. Ostao je aktivnim kao trener, vodivši Indiju na brojnim azijskim natjecanjima. 
Ušao je u pandžabski športski odjel (Punjab Sports Department) 1961., u kojem se 1978. umirovio kao viši trener.
2001. je pretrpio izljev krvi u mozak. Nakon višednevnog boravka u bolnici, umro je u Chandigarhu.